# Фабіан Гюрцелер
Фабіан Гюрцелер (нім. Fabian Hürzeler, нар. 26 лютого 1993, Х'юстон) — німецький футболіст, що грав на позиції півзахисника. По завершенні ігрової кар'єри — тренер. З 2024 року очолює тренерський штаб команди «Брайтон енд Гоув».

## Клубна кар'єра
Народився 26 лютого 1993 року в місті Х'юстон.
У дорослому футболі дебютував 2011 року виступами за команду «Баварія II», в якій провів два сезони, взявши участь у 36 матчах чемпіонату. 
Протягом 2013—2014 років захищав кольори клубу «Гоффенгайм 1899» II.
Своєю грою за останню команду привернув увагу представників тренерського штабу клубу «Мюнхен 1860» II, до складу якого приєднався 2014 року. Відіграв за дублерів мюнхенського клубу наступні два сезони своєї ігрової кар'єри. Більшість часу, проведеного у складі другої команди «Мюнхена 1860»?, був основним гравцем команди.
У 2016 році уклав контракт з клубом «Піпінсрід», у складі якого провів наступні чотири роки своєї кар'єри гравця. Граючи у складі У складі також здебільшого виходив на поле в основному складі команди.
У 2020 році перейшов до клубу «Аймсбюттелер», за який відіграв 2 сезони. Завершив професійну кар'єру футболіста виступами за команду у 2022 році.

## Виступи за збірні
У 2008 році дебютував у складі юнацької збірної Німеччини (U-15), загалом на юнацькому рівні взяв участь у 21 іграх, відзначившись 5 забитими голами.

## Кар'єра тренера
Розпочав тренерську кар'єру, ще продовжуючи грати на полі, 2016 року, очоливши тренерський штаб клубу «Піпінсрід», де пропрацював з 2016 по 2020 рік.
У 2022 році став головним тренером команди «Санкт-Паулі», тренував гамбурзький клуб два роки.
Надалі входив до тренерських штабів молодіжної збірної Німеччини, юнацької збірної Німеччини та «Санкт-Паулі».
З 2024 року очолює тренерський штаб команди «Брайтон енд Гоув».